# Peter Ibbetson (film)
Peter Ibbetson is een Amerikaanse dramafilm uit 1935 onder regie van Henry Hathaway. Destijds werd de film in Nederland uitgebracht onder de titel Liefde sterker dan de dood.

## Verhaal
Peter Ibbetson is een gerenommeerd architect in Londen. Hij ontmoet op een dag onverwachts zijn jeugdliefde Mary. Als haar man erachter komt dat Peter en zijn vrouw ooit verliefd zijn geweest, bedreigt hij hem met een pistool. Peter doodt de man van Mary uit noodweer en wordt vervolgens beschuldigd van moord.

## Rolverdeling
| Acteur            | Personage                 |
| ----------------- | ------------------------- |
| Gary Cooper       | Peter Ibbetson            |
| Ann Harding       | Mary, hertogin van Towers |
| John Halliday     | Hertog van Towers         |
| Ida Lupino        | Agnes                     |
| Douglas Dumbrille | Kolonel Forsythe          |
| Virginia Weidler  | Mimsey – Mary (6 jaar)    |
| Dickie Moore      | Gogo – Peter (8 jaar)     |
| Doris Lloyd       | Mevrouw Dorian            |
| Gilbert Emery     | Wilkins                   |
| Donald Meek       | Mijnheer Slade            |
| Christian Rub     | Majoor Duquesnois         |
| Elsa Buchanan     | Mevrouw Pasquier          |